# Campionato venezuelano di calcio
Il campionato venezuelano di calcio si suddivide in una serie di categorie interconnesse tra loro in modo gerarchico. La massima divisione del calcio in Venezuela è il Fútbol Profesional de Venezuela de la Primera División, che comprende 18 squadre. I tre livelli più elevati sono sotto l'egida della Federazione calcistica del Venezuela (FVF).

## Struttura
Il campionato di calcio in Venezuela è articolato in questi livelli:
1. Primera División, campionato nazionale di 18 squadre
2. Segunda División, campionato nazionale di 24 squadre
3. Segunda División B, campionato nazionale di 18 squadre
4. Tercera División, campionato nazionale di 37 squadre

| Livello | Divisione                                      | Divisione                                      | Divisione                                      | Divisione                                      | Divisione                                      | Divisione                                      | Divisione                                      | Divisione                                      | Divisione                                      | Divisione                                      | Divisione                                      | Divisione                                      |
| ------- | ---------------------------------------------- | ---------------------------------------------- | ---------------------------------------------- | ---------------------------------------------- | ---------------------------------------------- | ---------------------------------------------- | ---------------------------------------------- | ---------------------------------------------- | ---------------------------------------------- | ---------------------------------------------- | ---------------------------------------------- | ---------------------------------------------- |
| 1       | Primera División - (lega nazionale) 18 squadre | Primera División - (lega nazionale) 18 squadre | Primera División - (lega nazionale) 18 squadre | Primera División - (lega nazionale) 18 squadre | Primera División - (lega nazionale) 18 squadre | Primera División - (lega nazionale) 18 squadre | Primera División - (lega nazionale) 18 squadre | Primera División - (lega nazionale) 18 squadre | Primera División - (lega nazionale) 18 squadre | Primera División - (lega nazionale) 18 squadre | Primera División - (lega nazionale) 18 squadre | Primera División - (lega nazionale) 18 squadre |
| 2       | Segunda División (lega nazionale) 24 squadre   | Segunda División (lega nazionale) 24 squadre   | Segunda División (lega nazionale) 24 squadre   | Segunda División (lega nazionale) 24 squadre   | Segunda División (lega nazionale) 24 squadre   | Segunda División (lega nazionale) 24 squadre   | Segunda División (lega nazionale) 24 squadre   | Segunda División (lega nazionale) 24 squadre   | Segunda División (lega nazionale) 24 squadre   | Segunda División (lega nazionale) 24 squadre   | Segunda División (lega nazionale) 24 squadre   | Segunda División (lega nazionale) 24 squadre   |
| 3       | Segunda División B (lega nazionale) 18 squadre | Segunda División B (lega nazionale) 18 squadre | Segunda División B (lega nazionale) 18 squadre | Segunda División B (lega nazionale) 18 squadre | Segunda División B (lega nazionale) 18 squadre | Segunda División B (lega nazionale) 18 squadre | Segunda División B (lega nazionale) 18 squadre | Segunda División B (lega nazionale) 18 squadre | Segunda División B (lega nazionale) 18 squadre | Segunda División B (lega nazionale) 18 squadre | Segunda División B (lega nazionale) 18 squadre | Segunda División B (lega nazionale) 18 squadre |
| 4       | Tercera División (lega nazionale) 37 squadre   | Tercera División (lega nazionale) 37 squadre   | Tercera División (lega nazionale) 37 squadre   | Tercera División (lega nazionale) 37 squadre   | Tercera División (lega nazionale) 37 squadre   | Tercera División (lega nazionale) 37 squadre   | Tercera División (lega nazionale) 37 squadre   | Tercera División (lega nazionale) 37 squadre   | Tercera División (lega nazionale) 37 squadre   | Tercera División (lega nazionale) 37 squadre   | Tercera División (lega nazionale) 37 squadre   | Tercera División (lega nazionale) 37 squadre   |

## Coppe nazionali
Esiste una coppa nazionale, a cui possono partecipare squadre di tutti i livelli.
- Copa Venezuela